# 고양시 갑
고양시 갑은 대한민국의 국회의원 선거구이다. 경기도 고양시 덕양구의 일부 지역을 관할한다. 현직 국회의원은 더불어민주당의 김성회이다.

## 역사
대한민국 제20대 국회의원 선거를 앞두고 고양시 지역의 선거구가 개편되면서 고양시 덕양구 갑 선거구에 일산동구 식사동이 편입되면서 신설되었다.
대한민국 제21대 국회의원 선거를 앞두고 일산동구 식사동이 고양시 병으로 편입되었다.
대한민국 제22대 국회의원 선거를 앞두고 고양시 병 선거구로 넘어갔던 일산동구 식사동을 다시 편입했다.

## 관할 구역
| 대수  | 관할 구역 |
| ----- | --- |
| 20대  | 고양시 덕양구 주교동, 원신동, 흥도동, 성사1동, 성사2동, 고양동, 관산동, 화정1동, 화정2동 고양시 일산동구 식사동 |
| 21대  | 고양시 덕양구 주교동, 원신동, 흥도동, 성사1동, 성사2동, 고양동, 관산동, 화정1동, 화정2동                        |
| 22대~ | 고양시 덕양구 주교동, 원신동, 흥도동, 성사1동, 성사2동, 고양동, 관산동, 화정1동, 화정2동 고양시 일산동구 식사동 |

## 역대 국회의원
| 선거   | 정당 | 정당         | 의원   |
| ------ | ---- | ------------ | ------ |
| 2016년 |      | 정의당       | 심상정 |
| 2020년 |      | 정의당       | 심상정 |
| 2024년 |      | 더불어민주당 | 김성회 |

## 역대 선거 결과

### 대한민국 제20대 국회의원 선거
|  | 52.97% |

|  | 36.80% |

|  | 8.74% |

|  | 1.48% |

### 대한민국 제21대 국회의원 선거
|  | 39.38% |

|  | 32.75% |

|  | 27.36% |

|  | 0.49% |

### 대한민국 제22대 국회의원 선거
|  | 45.30% |

|  | 35.34% |

|  | 18.41% |

|  | 0.93% |

## 같이 보기
- 경기도의 선거구
- 고양시 덕양구의 국회의원
- 고양시 일산동구의 국회의원
- 고양시